# Abbaye de Moutier-d'Ahun
Pour les articles homonymes, voir Abbaye de Moutier.
L'abbaye de Moutier-d'Ahun est une ancienne abbaye bénédictine  située sur le territoire de la commune française de Moutier-d'Ahun dans le département de la Creuse.

## Histoire (997-1790)
C'est à proximité du site de l'antique Acitodunum (Ahun), en présence d'un de ses frères, Gaubert, et de hauts personnages, dont l'évêque de Limoges, que Boson II, comte de la Marche, fonde en 997 un monastère consacré à "Marie, mère de Dieu", soumis à la règle de saint Benoît, comme l'atteste un acte figurant dans le cartulaire de l'abbaye d'Uzerche. Ce monastère (monasterium, ultérieurement évolué en mostier en occitan, puis francisé par la suite en moutier) sera connu sous le nom de "moutier d'Ahun" ; il donnera son nom à la commune en 1790. Il possédait 22 églises, chapelles et prieuré, répartis sur 3 diocèses, dont le prieuré de Drevant.
Il ne reste rien aujourd'hui de l'église et des bâtiments originaux. Les vestiges les plus anciens remontent au XIIe siècle. Ayant sans doute eu à souffrir de la guerre de Cent Ans, l'abbatiale fut reconstruite à partir de 1489 (porche d'entrée de style gothique, nef, transept, une partie du chœur).
En 1591, une troupe de ligueurs, sous les ordres de Toirac, seigneur de Maslaurent, se retranche dans le monastère. De violents combats les opposent à Gaspard Foucauld de Saint-Germain Beaupré, gouverneur de la Marche au nom d'Henri IV. Foucauld y trouve la mort, mais il sera vengé trois jours plus tard par son fils qui l'a relayé dans le commandement des troupes royales. Celles-ci pourchassent Toirac jusque dans son château de Maslaurent, où ils le massacreront (son cadavre sera exposé pendant trois jours sur le pilori du village de Saint-Germain-Beaupré.
Le monastère a été pillé, les bâtiments conventuels et l'abbatiale incendiés et ruinés (la nef, en particulier, s'est effondrée). Pendant près de vingt ans, l'ensemble sera laissé à l'abandon et les habitants du village et des environs ne manqueront pas d'y récupérer nombre de pierres taillées pour reconstruire leurs propres maisons, provoquant ainsi de nouvelles dégradations.
Quelques moines, appartenant à l'ordre de Cluny, soumis à la règle de saint Benoît de l'ancienne observance (la plus stricte), se réinstallent au moutier en 1610, où ils vont vivre dans des conditions très précaires. Il faudra attendre 1612 pour qu'une reconstruction d'ensemble soit entreprise. Elle s'étendra sur plusieurs années. L'essentiel parait accompli vers 1616-1619, mais le dortoir des moines ne sera pourtant  achevé qu'en 1648.
Une petite communauté (elle ne dépassera pratiquement jamais huit moines et deux novices), va dès lors se maintenir au moutier. Durant les XVIIe et XVIIIe siècles, de nombreux différends opposent les abbés commendataires aux moines. Les premiers sont en effet nommés par le roi ; ils ne résident pas en permanence dans leur abbaye, se contentant d'en encaisser les revenus dont ils ne concèdent qu'une faible part aux seconds, qui peinent à assurer leur entretien et les  travaux de restauration ou d'embellissement des bâtiments. Ces querelles feront l'objet de longs procès. Elles ne prendront fin qu'avec la dissolution en France des monastères de l'ancienne observance de l'Ordre de Cluny, prononcée par le roi en 1788. Les scellés seront alors apposés sur la porte de l'église, deux moines étant autorisés à demeurer dans les bâtiments conventuels. En 1790, le monastère et ses terres, déclarés biens nationaux, seront vendus par adjudication. Rendue au culte sous le Directoire, l'ancienne abbatiale devient officiellement l'église paroissiale de la commune de Moutier-d'Ahun en 1844. C'est à cette époque que les derniers vestiges de la nef sont rasés. 
Aujourd'hui, un jardin occupe la place de l'ancienne nef. Des tilleuls ont été plantés à l'emplacement supposé des anciens piliers. Dans ce jardin, outre le monument aux morts de la commune, on peut voir, sur la droite en entrant, une borne leugaire gallo-romaine. C'est une borne routière dont les gallo-romains ont jalonné les routes romaines pour indiquer les distances jusqu'à la grande ville la plus proche. Celle-ci indiquait les distances en lieues gauloises, 1 lieue mesurant environ 2,2 kilomètres. Ici, l'inscription donne la distance d'Ahun (Acitodunum) à Limoges (Augustoritum) : 34 lieues. Elle permet également de dater cette borne de l'an 243, époque du règne de l'empereur Gordien III.

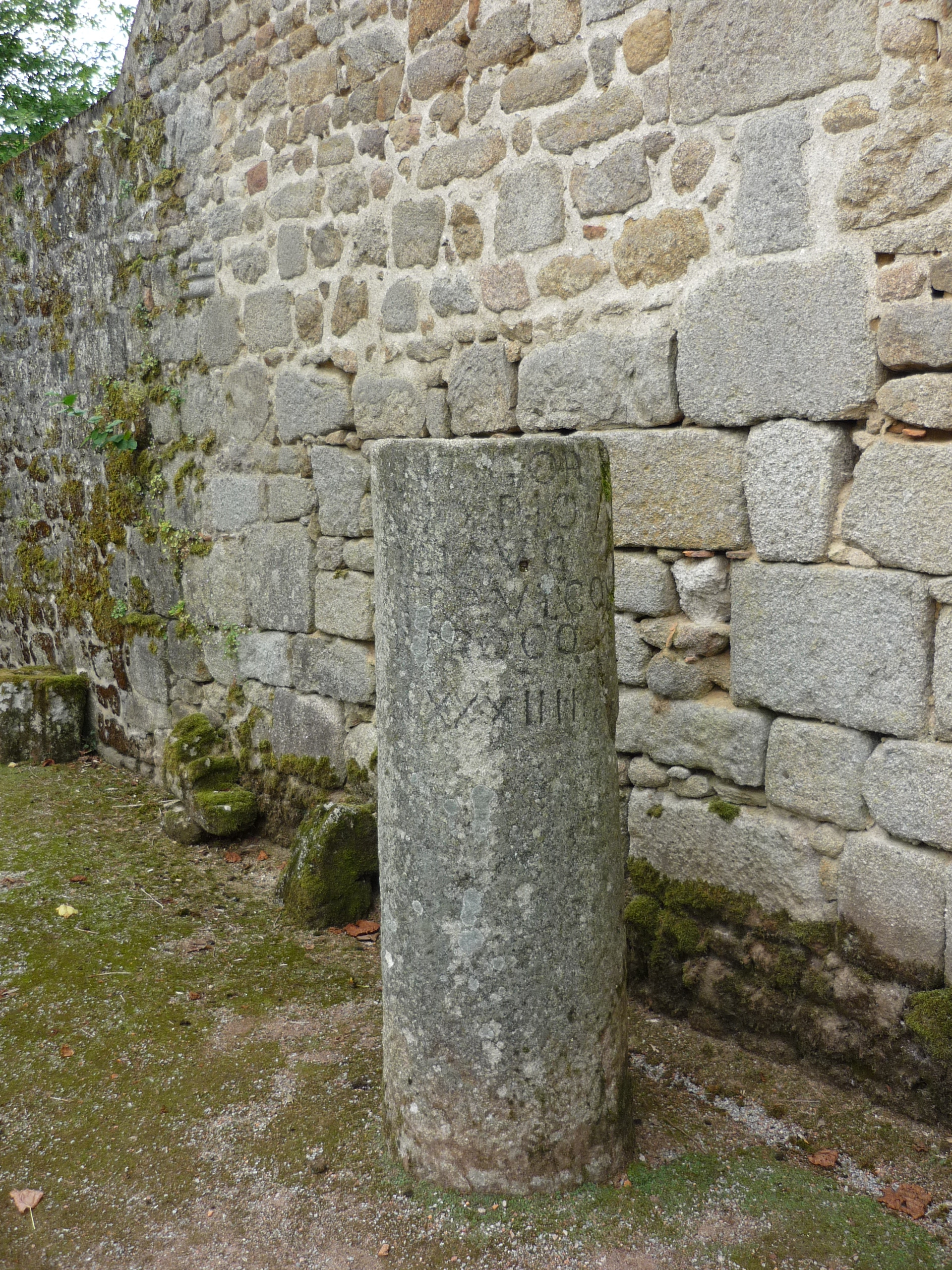
La borne leugaire.

Dans le même jardin, sur la paroi extérieure du porche d'entrée de l'église une stèle funéraire gallo-romaine sculptée a été enchâssée. On restitue l'inscription abrégée qu'elle comporte comme suit : « Aux mânes et à la mémoire de Caïus Flavius Alpini ».

## Les boiseries

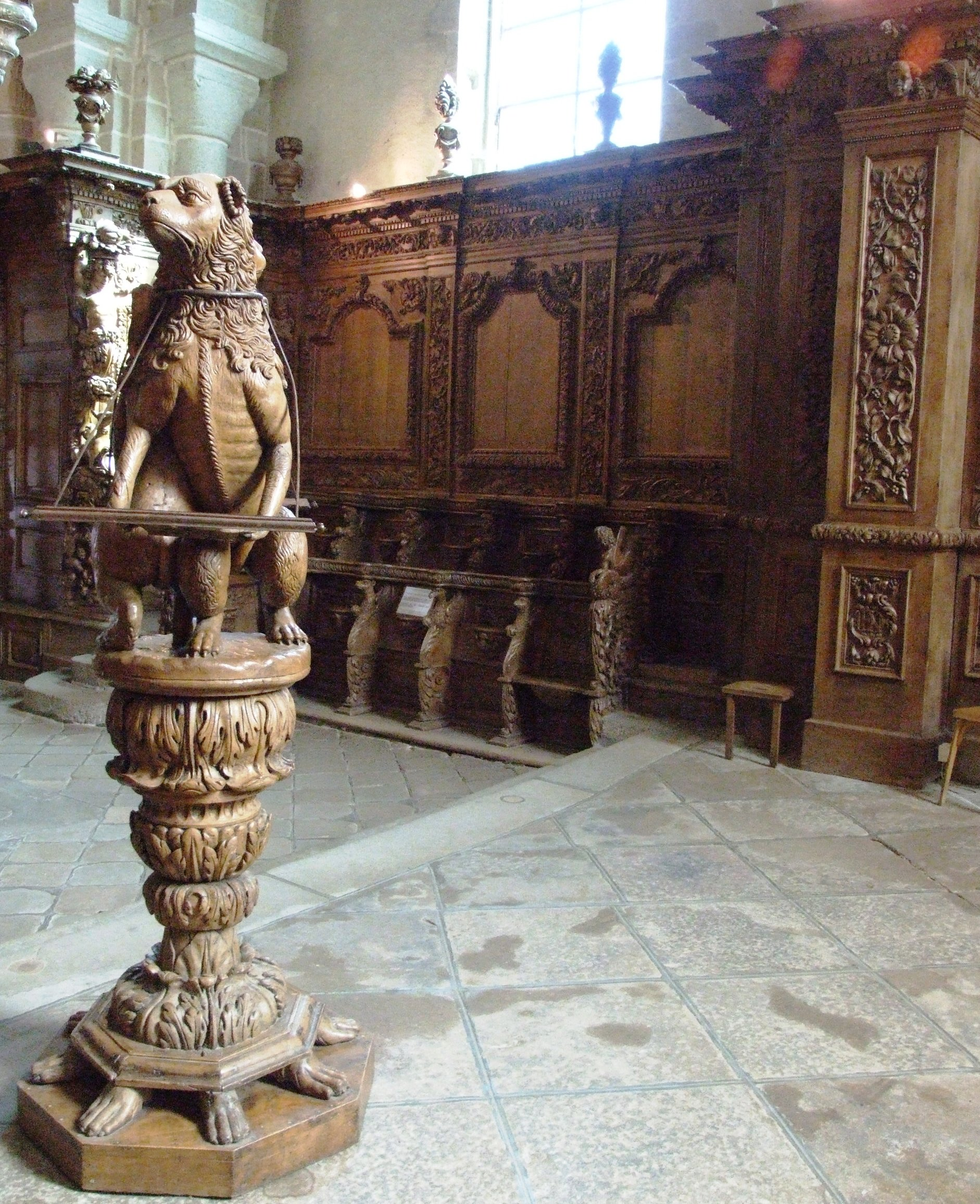
Les boiseries.

Au-delà de l'histoire, tout compte fait assez ordinaire, de ce modeste monastère, les superbes boiseries sculptées conservées dans l'église en sont aujourd'hui le principal intérêt. Elles sont classées parmi les monuments historiques depuis 1889.
Commandées par les moines et leurs prieurs (Jean Le Moyne, puis Etienne Le Moyne, prieurs de 1640 1694) ces boiseries ont été réalisées à l'occasion de deux campagnes (1673-1674 et 1678-1681) par l'atelier d'un  sculpteur auvergnat, Simon Bouer, originaire du bourg de Menat (actuel Puy-de-Dôme). De la première période date le grand retable à colonnes torses ; de la seconde période les entourages et les décorations des portes des chapelles latérales du chœur, les 26 stalles richement décorées de visages, de motifs floraux et d'animaux fantastiques (1678-1680), le jubé (1681), ainsi que l'imposant lutrin et le Christ biface. C'est un magnifique ensemble de l'art baroque provincial dont les boiseries de l'église d'Ahun, à quelques kilomètres de là,sont le complément indispensable.
À une époque indéterminée, que la tradition orale du village situe pendant la période révolutionnaire, les boiseries du moutier ont été recouvertes d'une couche d'enduit blanc. L'administration des Beaux-Arts tenta sans succès de les décaper en 1896. Le mérite du nettoyage reviendra à l'abbé  Victor-Julien Malapert, curé de Moutier-d'Ahun de 1904 à 1963, qui consacra sa vie à rendre ces boiseries à leur état d'origine (il fut souvent aidé, dit-on, volens nolens, par les enfants du catéchisme…) Un nouveau nettoyage superficiel, assorti d'un traitement des bois, a été effectué il y a une quinzaine d'années en vue de protéger ce témoignage inestimable de l'art de Simon Bouer et de son atelier, ainsi que de la volonté des moines d'embellir le lieu de leurs cinq offices quotidiens. (Les monogrammes des religieux ayant commandé ces travaux sont gravés sur la partie inférieure des boiseries, des deux côtés en avant des stalles.)